# Nordkorea i olympiska sommarspelen 2012
Nordkorea deltog i de olympiska sommarspelen 2012 som ägde rum i London i Storbritannien mellan den 27 juli och den 12 augusti 2012.

## Medaljörer
| Medalj | Namn           | Sport         | Gren            |
| ------ | -------------- | ------------- | --------------- |
| Guld   | An Kum-Ae      | Judo          | Damernas 52 kg  |
| Guld   | Om Yun-Chol    | Tyngdlyftning | Herrarnas 56 kg |
| Guld   | Kim Un-Guk     | Tyngdlyftning | Herrarnas 62 kg |
| Guld   | Rim Jong-Sim   | Tyngdlyftning | Damernas 69 kg  |
| Brons  | Ryang Chun-Hwa | Tyngdlyftning | Damernas 48 kg  |

## Bordtennis
- Huvudartikel: Bordtennis vid olympiska sommarspelen 2012

Herrar
| Spelare                                  | Gren   | Inledande omgång     | Runda 1              | Runda 2              | Runda 3              | Runda 4              | Kvartsfinal          | Semifinal            | Final                | Final            |
| Spelare                                  | Gren   | Motståndare Resultat | Motståndare Resultat | Motståndare Resultat | Motståndare Resultat | Motståndare Resultat | Motståndare Resultat | Motståndare Resultat | Motståndare Resultat | Placering        |
| ---------------------------------------- | ------ | -------------------- | -------------------- | -------------------- | -------------------- | -------------------- | -------------------- | -------------------- | -------------------- | ---------------- |
| Kim Hyok-Bong                            | Singel | Bye                  | Bye                  | Ghosh (IND) W 4–1    | Joo (KOR) W 4–2      | Jiang (HKG) L 3–4    | Gick inte vidare     | Gick inte vidare     | Gick inte vidare     | Gick inte vidare |
| Kim Song-Nam                             | Singel | Wang (USA) W 4–0     | Lin (DOM) L 3–4      | Gick inte vidare     | Gick inte vidare     | Gick inte vidare     | Gick inte vidare     | Gick inte vidare     | Gick inte vidare     | Gick inte vidare |
| Jang Song-Man Kim Hyok-Bong Kim Song-Nam | Lag    | i.u.                 | i.u.                 | i.u.                 | i.u.                 | Sydkorea L 1–3       | Gick inte vidare     | Gick inte vidare     | Gick inte vidare     | Gick inte vidare |

Damer
| Spelare                           | Gren   | Inledande omgång     | Runda 1              | Runda 2              | Runda 3              | Runda 4              | Kvartsfinal          | Semifinal            | Final                | Final            |
| Spelare                           | Gren   | Motståndare Resultat | Motståndare Resultat | Motståndare Resultat | Motståndare Resultat | Motståndare Resultat | Motståndare Resultat | Motståndare Resultat | Motståndare Resultat | Placering        |
| --------------------------------- | ------ | -------------------- | -------------------- | -------------------- | -------------------- | -------------------- | -------------------- | -------------------- | -------------------- | ---------------- |
| Kim Jong                          | Singel | Bye                  | Bye                  | Molnar (CRO) W 4–1   | Jiang (HKG) L 2–4    | Gick inte vidare     | Gick inte vidare     | Gick inte vidare     | Gick inte vidare     | Gick inte vidare |
| Ri Myong-Sun                      | Singel | Bye                  | Bye                  | Xian (FRA) L 2–4     | Gick inte vidare     | Gick inte vidare     | Gick inte vidare     | Gick inte vidare     | Gick inte vidare     | Gick inte vidare |
| Kim Jong Ri Mi-Gyong Ri Myong-Sun | Lag    | i.u.                 | i.u.                 | i.u.                 | i.u.                 | Storbritannien W 3–0 | Singapore L 0–3      | Gick inte vidare     | Gick inte vidare     | Gick inte vidare |

## Boxning
- Huvudartikel: Boxning vid olympiska sommarspelen 2012

Herrar
| Boxare        | Gren     | Sextondelsfinal        | Åttondelsfinal       | Kvartsfinal          | Semifinal            | Final                | Final            |
| Boxare        | Gren     | Motståndare Resultat   | Motståndare Resultat | Motståndare Resultat | Motståndare Resultat | Motståndare Resultat | Placering        |
| ------------- | -------- | ---------------------- | -------------------- | -------------------- | -------------------- | -------------------- | ---------------- |
| Pak Jong-Chol | Flugvikt | Henriques (BRA) L 8–12 | Gick inte vidare     | Gick inte vidare     | Gick inte vidare     | Gick inte vidare     | Gick inte vidare |

Damer
| Boxare       | Gren     | Åttondelsfinal         | Kvartsfinal          | Semifinal            | Final                | Final            |
| Boxare       | Gren     | Motståndare Resultat   | Motståndare Resultat | Motståndare Resultat | Motståndare Resultat | Placering        |
| ------------ | -------- | ---------------------- | -------------------- | -------------------- | -------------------- | ---------------- |
| Kim Hye Song | Flugvikt | Savelyeva (RUS) L 9–12 | Gick inte vidare     | Gick inte vidare     | Gick inte vidare     | Gick inte vidare |

## Brottning
- Huvudartikel: Brottning vid olympiska sommarspelen 2012

Herrar, fristil
| Brottare      | Gren   | Kvalomgång           | Åttondelsfinal       | Kvartsfinal              | Semifinal            | Återkval 1           | Återkval 2            | Final / Brons          | Final / Brons |
| Brottare      | Gren   | Motståndare Resultat | Motståndare Resultat | Motståndare Resultat     | Motståndare Resultat | Motståndare Resultat | Motståndare Resultat  | Motståndare Resultat   | Placering     |
| ------------- | ------ | -------------------- | -------------------- | ------------------------ | -------------------- | -------------------- | --------------------- | ---------------------- | ------------- |
| Yang Kyong-Il | -55 kg | Bye                  | Mansurov (UZB) W 3–1 | Otarsultanov (RUS) L 1–3 | Gick inte vidare     | Bye                  | Shilimela (NAM) W 3–1 | Niyazbekov (KAZ) W 3–1 | 3             |
| Ri Jong-Myong | -60 kg | Bye                  | Tarash (AUS) W 3–0   | Hassan (EGY) W 3–1       | Kudukhov (RUS) L 0–3 | Bye                  | Bye                   | Dutt (IND) L 1–3       | 5             |

Herrar, grekisk-romersk stil
| Brottare     | Gren   | Kvalomgång           | Åttondelsfinal       | Kvartsfinal          | Semifinal            | Återkval 1           | Återkval 2           | Final / brons        | Final / brons |
| Brottare     | Gren   | Motståndare Resultat | Motståndare Resultat | Motståndare Resultat | Motståndare Resultat | Motståndare Resultat | Motståndare Resultat | Motståndare Resultat | Placering     |
| ------------ | ------ | -------------------- | -------------------- | -------------------- | -------------------- | -------------------- | -------------------- | -------------------- | ------------- |
| Yun Won-Chol | -55 kg | Bye                  | Choi G-J (KOR) L 0–3 | Gick inte vidare     | Gick inte vidare     | Gick inte vidare     | Gick inte vidare     | Gick inte vidare     | 15            |

Damer, fristil
| Brottare      | Gren   | Kvalomgång           | Åttondelsfinal       | Kvartsfinal          | Semifinal            | Återkval 1           | Återkval 2           | Final / brons        | Final / brons |
| Brottare      | Gren   | Motståndare Resultat | Motståndare Resultat | Motståndare Resultat | Motståndare Resultat | Motståndare Resultat | Motståndare Resultat | Motståndare Resultat | Placering     |
| ------------- | ------ | -------------------- | -------------------- | -------------------- | -------------------- | -------------------- | -------------------- | -------------------- | ------------- |
| Han Kum-Ok    | -55 kg | Bye                  | Rentería (COL) L 1–3 | Gick inte vidare     | Gick inte vidare     | Gick inte vidare     | Gick inte vidare     | Gick inte vidare     | 10            |
| Choe Un-Gyong | -63 kg | Bye                  | Jing Rx (CHN) L 1–3  | Gick inte vidare     | Gick inte vidare     | Gick inte vidare     | Gick inte vidare     | Gick inte vidare     | 12            |

## Bågskytte
- Huvudartikel: Bågskytte vid olympiska sommarspelen 2012

Damer
| Bågskytt    | Gren                | Ranking-runda | Ranking-runda | 32-delsfinal             | Sextondelsfinal   | Åttondelsfinal    | Kvartsfinal       | Semifinal         | Final             | Final            |
| Bågskytt    | Gren                | Poäng         | Seedning      | Motståndare Poäng        | Motståndare Poäng | Motståndare Poäng | Motståndare Poäng | Motståndare Poäng | Motståndare Poäng | Placering        |
| ----------- | ------------------- | ------------- | ------------- | ------------------------ | ----------------- | ----------------- | ----------------- | ----------------- | ----------------- | ---------------- |
| Kwon Un-Sil | Individuellt, damer | 638           | 41            | Valeeva (ITA) (24) L 3–7 | Gick inte vidare  | Gick inte vidare  | Gick inte vidare  | Gick inte vidare  | Gick inte vidare  | Gick inte vidare |

## Fotboll
- Huvudartikel: Fotboll vid olympiska sommarspelen 2012

Damer
Coach: Sin Ui-Gun
| Nr | Pos. | Namn              | Födelsedatum (ålder)     | Matcher | Mål |           | Klubb          |
| -- | ---- | ----------------- | ------------------------ | ------- | --- | --------- | -------------- |
| 1  | MV   | Jo Yun-Mi         | 22 maj 1989 (23 år)      | 14      | 0   | Nordkorea | April 25       |
| 2  | F    | Kim Nam-Hui       | 4 mars 1994 (18 år)      | 10      | 0   | Nordkorea | April 25       |
| 3  | F    | Kim Myong-Gum     | 4 november 1990 (21 år)  | 14      | 0   | Nordkorea | Rimyongsu      |
| 4  | F    | Ro Chol-Ok        | 3 januari 1993 (19 år)   | 6       | 0   | Nordkorea | April 25       |
| 5  | F    | Yun Song-Mi       | 28 januari 1992 (20 år)  | 20      | 2   | Nordkorea | Pyongyang City |
| 6  | MF   | Choe Un-Ju        | 23 januari 1991 (21 år)  | 14      | 3   | Nordkorea | Pyongyang City |
| 7  | MF   | Ri Ye-Gyong       | 26 oktober 1989 (22 år)  | 25      | 9   | Nordkorea | Amrokgang      |
| 8  | MF   | Jon Myong-Hwa     | 9 augusti 1993 (18 år)   | 24      | 3   | Nordkorea | April 25       |
| 9  | A    | Choe Mi-Gyong     | 17 januari 1991 (21 år)  | 13      | 4   | Nordkorea | Rimyongsu      |
| 10 | A    | Yun Hyon-Hi       | 9 september 1992 (19 år) | 22      | 6   | Nordkorea | April 25       |
| 11 | MF   | Kim Chung-Sim (c) | 27 november 1990 (21 år) | 15      | 2   | Nordkorea | April 25       |
| 12 | MF   | Kim Un-Hyang      | 26 augusti 1993 (18 år)  | 9       | 2   | Nordkorea | April 25       |
| 13 | MF   | O Hui-Sun         | 22 november 1993 (18 år) | 9       | 0   | Nordkorea | Sobaeksu       |
| 14 | F    | Pong Son-Hwa      | 18 februari 1993 (19 år) | 9       | 0   | Nordkorea | Pyongyang City |
| 15 | F    | Ri Nam-Sil        | 13 februari 1994 (18 år) | 1       | 0   | Nordkorea | Sobaeksu       |
| 16 | A    | Kim Song-Hui      | 23 februari 1987 (25 år) | 18      | 5   | Nordkorea | Pyongyang City |
| 17 | A    | Kwon Song-Hwa     | 5 februari 1992 (20 år)  | 6       | 0   | Nordkorea | April 25       |
| 18 | MV   | O Chang-Ran       | 5 september 1991 (20 år) | 6       | 0   | Nordkorea | Mangyongbong   |

Gruppspel
| Nr | Lag       | S | V | O | F | GM | IM | MS | P |
| -- | --------- | - | - | - | - | -- | -- | -- | - |
| 1  | USA       | 3 | 3 | 0 | 0 | 8  | 2  | +6 | 9 |
| 2  | Frankrike | 3 | 2 | 0 | 1 | 8  | 4  | +4 | 6 |
| 3  | Nordkorea | 3 | 1 | 0 | 2 | 2  | 6  | −4 | 3 |
| 4  | Colombia  | 3 | 0 | 0 | 3 | 0  | 6  | −6 | 0 |

| 6 | 25 juli, 19:45 | Colombia | 0 – 2 | Nordkorea | Hampden Park, Glasgow |  |
|   |                |          |       |           |                       |  |
|   |                |          |       |           |                       |  |
|   |                |          |       |           |                       |  |

| 12 | 28 juli, 19:45 | Frankrike | 5 – 0 | Nordkorea | Hampden Park, Glasgow |  |
|    |                |           |       |           |                       |  |
|    |                |           |       |           |                       |  |
|    |                |           |       |           |                       |  |

| 15 | 31 juli, 17:15 | USA | 1 – 0 | Nordkorea | Old Trafford, Manchester |  |
|    |                |     |       |           |                          |  |
|    |                |     |       |           |                          |  |
|    |                |     |       |           |                          |  |

Ranking av grupptreor
| Nr | Lag (grupp)     | S | V | O | F | GM | IM | MS | P |
| -- | --------------- | - | - | - | - | -- | -- | -- | - |
| 1  | Kanada (F)      | 3 | 1 | 1 | 1 | 6  | 4  | +2 | 4 |
| 2  | Nya Zeeland (E) | 3 | 1 | 0 | 2 | 3  | 3  | 0  | 3 |
| 3  | Nordkorea (G)   | 3 | 1 | 0 | 2 | 2  | 6  | −4 | 3 |

## Friidrott
- Huvudartikel: Friidrott vid olympiska sommarspelen 2012

Förkortningar
- Notera – Placeringar gäller endast den tävlandes eget heat
- Q = Kvalificerade sig till nästa omgång via placering
- q = Kvalificerade sig på tid eller, i fältgrenarna, på placering utan att ha nått kvalgränsen
- NR = Nationellt rekord
- N/A = Omgången inte möjlig i grenen
- Bye = Idrottaren behövde inte delta i omgången

Herrar
Bana och väg
| Idrottare      | Gren    | Final    | Final     |
| Idrottare      | Gren    | Resultat | Placering |
| -------------- | ------- | -------- | --------- |
| Kim Kwang-Hyok | Maraton | 2:20:20  | 53        |
| Pak Song-Chol  | Maraton | 2:20:20  | 52        |

Damer
Bana och väg
| Idrottare     | Gren    | Final    | Final     |
| Idrottare     | Gren    | Resultat | Placering |
| ------------- | ------- | -------- | --------- |
| Jon Kyong-Hui | Maraton | 2:35:17  | 56        |
| Kim Kum-Ok    | Maraton | 2:33:30  | 49        |
| Kim Mi-Gyong  | Maraton | 2:38:33  | 74        |

## Judo
Damer
| Idrottare | Gren                   | Sextondelsfinal       | Åttondelsfinal             | Kvartsfinal             | Semifinal                   | Återkval             | Bronsmatch           | Final                    | Final     |
| Idrottare | Gren                   | Motståndare Resultat  | Motståndare Resultat       | Motståndare Resultat    | Motståndare Resultat        | Motståndare Resultat | Motståndare Resultat | Motståndare Resultat     | Placering |
| --------- | ---------------------- | --------------------- | -------------------------- | ----------------------- | --------------------------- | -------------------- | -------------------- | ------------------------ | --------- |
| An Kum-Ae | Halv lättvikt (-52 kg) | Cox (GBR) W 0001-0000 | Nakamura (JPN) W 0102-0002 | Gneto (FRA) W 0102-0013 | Forciniti (ITA) W 0101-0000 | BYE                  | BYE                  | Bermoy (CUB) W 0001-0000 | 1         |

## Konstsim
| Idrottare                  | Gren           | Teknisk rutin | Teknisk rutin | Fri rutin (inledande) | Fri rutin (inledande)  | Fri rutin (inledande) | Fri rutin (final) | Fri rutin (final)      | Fri rutin (final) |
| Idrottare                  | Gren           | Poäng         | Placering     | Poäng                 | Totalt (teknisk + fri) | Placering             | Placering         | Totalt (teknisk + fri) | Placering         |
| -------------------------- | -------------- | ------------- | ------------- | --------------------- | ---------------------- | --------------------- | ----------------- | ---------------------- | ----------------- |
| Jang Hyang-Mi Jong Yon-Hui | Damernas duett | 84.400        | 16            | 84.830                | 169.230                | 16                    | Gick inte vidare  | Gick inte vidare       | Gick inte vidare  |

## Simhopp
Herrar
| Idrottare  | Gren | Kval   | Kval      | Semifinal        | Semifinal        | Final            | Final            |
| Idrottare  | Gren | Poäng  | Placering | Poäng            | Placering        | Poäng            | Placering        |
| ---------- | ---- | ------ | --------- | ---------------- | ---------------- | ---------------- | ---------------- |
| Ri Hyon-ju | 10 m | 331,30 | 32        | Gick inte vidare | Gick inte vidare | Gick inte vidare | Gick inte vidare |

Damer
| Idrottare    | Gren | Kval   | Kval      | Semifinal | Semifinal | Final            | Final            |
| Idrottare    | Gren | Poäng  | Placering | Poäng     | Placering | Poäng            | Placering        |
| ------------ | ---- | ------ | --------- | --------- | --------- | ---------------- | ---------------- |
| Kim Jin-ok   | 10 m | 320,10 | 15 Q      | 312,95    | 14        | Gick inte vidare | Gick inte vidare |
| Kim Un-hyang | 10 m | 308,10 | 18 Q      | 314,40    | 13        | Gick inte vidare | Gick inte vidare |